# Wojskowe Gubernatorstwo Warszawy (1920)
Wojskowe Gubernatorstwo Warszawy – organ administracji wojskowej II Rzeczypospolitej powołany rozkazem ministra spraw wojskowych generała Józefa Leśniewskiego 29 lipca 1920 roku podczas wojny polsko-bolszewickiej.
Z nadania Naczelnego Wodza Józefa Piłsudskiego funkcję Wojskowego Gubernatora Warszawy objął generał podporucznik Franciszek Latinik, równocześnie dowódca 1 Armii Wojska Polskiego broniącej przedpola Warszawy przed zbliżającą się ofensywą bolszewicką. Latinik sprawował funkcję Gubernatora przez cały okres bitwy warszawskiej i po jej zakończeniu.
Gubernator łączył obowiązki dowódcy wojskowego i zwierzchnika administracji cywilnej. Jego głównym zadaniem było ufortyfikowanie trójkąta Modlin – Zegrze – Warszawa przed nadejściem Armii Czerwonej, a także zaprowadzenie porządku i bezpieczeństwa publicznego oraz organizacja obrony w oblężonym mieście, kontrola ludności miasta i organizacja przydziału dla żołnierzy z rozbitych oddziałów, nadzór nad wysiedleniem ludności z podwarszawskich miejscowości zagrożonych nadejściem frontu, zorganizowanie dostaw żywności dla miasta, ustalenie maksymalnej ceny artykułów spożywczych w celu przeciwdziałania spekulacji, zapewnienie bezpieczeństwa na obszarach tyłowych frontu oraz przygotowanie ewakuacji instytucji wojskowych i cywilnych w przypadku załamania się obrony, a po bitwie nadzór nad pochowaniem poległych oraz nad usunięciem padliny znajdującej się na pobojowisku dla uniknięcia epidemii.
Najbliższymi współpracownikami Gubernatora byli jego zastępca – generał Henryk Minkiewicz; szef Sztabu Gubernatorstwa – pułkownik Leon Bobicki; szef Sztabu 1 Armii – major Jan Hempel; oraz osobiści adiutanci Gubernatora – porucznik Jerzy Potulicki i porucznik Aleksander Jacyna. Adiutanci Gubernatora mogli aresztować wszystkie podejrzane osoby niezależnie od ich stopnia wojskowego i zajmowanego stanowiska.
Przy Gubernatorze utworzono Komisariat Cywilny na czele z Antonim Żychlińskim. Gubernatorowi podlegało Dowództwo Okręgu Generalnego Warszawa.
Stanowisko Gubernatora zostało zniesione 28 września 1920 roku, równocześnie ze zniesieniem w Warszawie i powiatach przyległych stanu oblężenia, po pomyślnym dla strony polskiej rozstrzygnięciu bitwy warszawskiej.

## Tło
Na przełomie lipca i sierpnia 1920 roku sytuacja wojsk polskich w wojnie z bolszewikami stawała się krytyczna. Niepowodzeniem zakończyła się próba powstrzymania ofensywy wojsk bolszewickich na linii Bugu, a 1 sierpnia oddano twierdzę Brześć. Armia Czerwona miała otwartą drogę na Warszawę. Miasto stanowiło ważny cel strategiczny jako centrum polityczne, gospodarcze i finansowe odradzającej się niepodległej Polski. Naczelny Wódz Józef Piłsudski 6 sierpnia wydał rozkaz cofnięcia się ku Wiśle, czym chciał zyskać na czasie „w celu przegrupowania sił i przygotowania kontruderzenia oraz zorganizowania obrony stolicy”.

## Wojskowe Gubernatorstwo Warszawy

### Powołanie

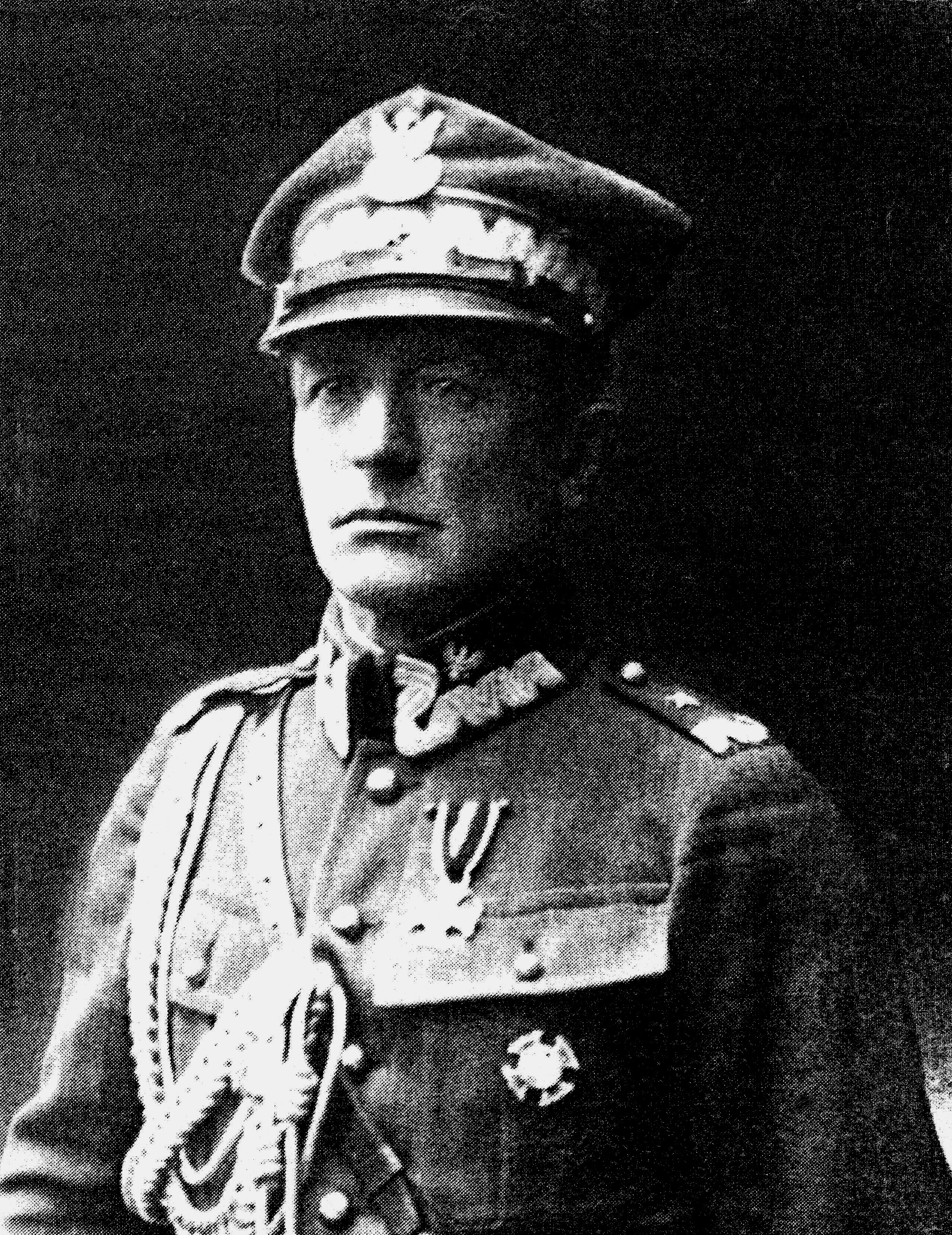
Generał podporucznik Franciszek Latinik,
Wojskowy Gubernator Warszawy w okresie sierpień–wrzesień 1920

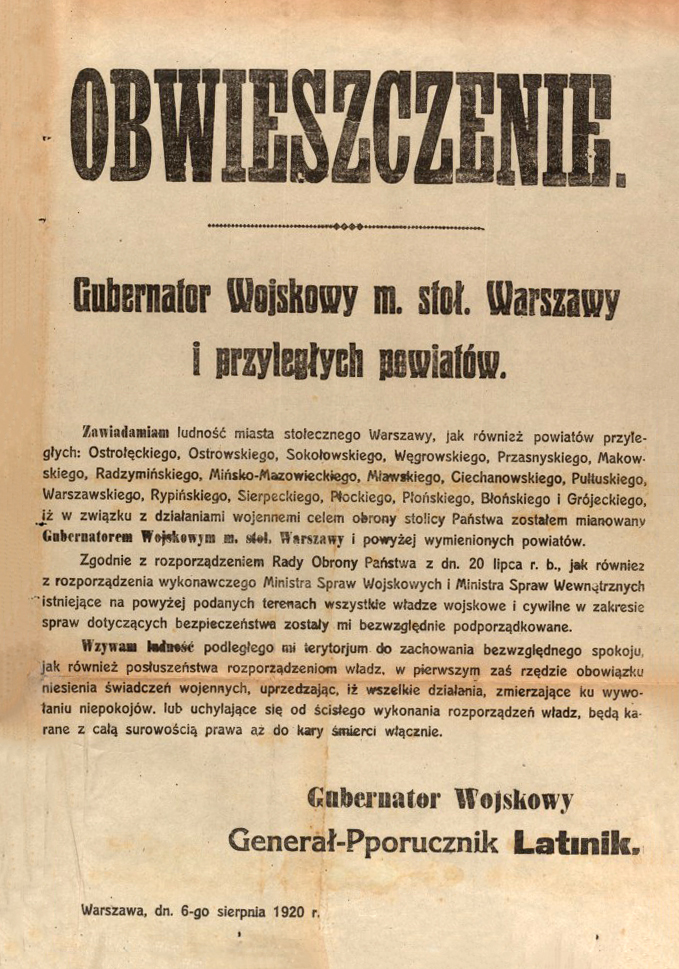
Obwieszczenie Wojskowego Gubernatora Warszawy, generała Franciszka Latinika z 6 sierpnia 1920

W połowie lipca 1920 roku generał Franciszek Latinik, po rezygnacji z funkcji delegata rządu polskiego przy Komisji Plebiscytowej na Śląsku Cieszyńskim, oddał się do dyspozycji ministra spraw wojskowych. 28 lipca został wezwany przez ministerstwo z Krakowa do Warszawy, gdzie zaproponowano mu objęcie obrony trójkąta wyznaczanego przez Modlin, Zegrze i Warszawę oraz przejęcie dowództwa 1 Armii. Latinik przyjął tę propozycję i równocześnie na wyraźne własne życzenie został mianowany Wojskowym Gubernatorem Warszawy. Podporządkowano mu również Dowództwo Okręgu Generalnego Warszawa i szefostwo Departamentu Spraw Morskich.
6 sierpnia 1920 roku Rada Obrony Państwa przyjęła rozporządzenie, zgodnie z którym na obszarach kraju zagrożonych wojną można było wprowadzić stan oblężenia i okresowo przekazać władzę wykonawczą gubernatorowi wojskowemu. Decyzjom gubernatora podporządkowane były wszystkie miejscowe władze wojskowe i cywilne, zarówno rządowe, jak i samorządowe
Zgodnie z rozporządzeniem Rady Obrony Państwa, gubernator posiadał szereg uprawnień uzasadnianych względami obrony, w tym:
- prawo do „wysiedlania ludności z miejsc zamieszkania”;
- prawo do „niszczenia i usuwania wszystkich rzeczy mogących utrudniać przeprowadzanie operacji wojskowych bądź ułatwiać zadanie nieprzyjacielowi”;
- prawo do „wydawania zarządzeń pozwalających kontrolować działalność stowarzyszeń i zgromadzeń”;
- prawo do „zawieszania działalności stowarzyszeń utrudniających pośrednio lub bezpośrednio działania wojskowe”;
- prawo do „kontrolowania, zamykania, sekwestru lub ustanowienia zarządu przymusowego w przedsiębiorstwach handlowych i przemysłowych”;
- prawo do „wydawania postanowień aprowizacyjnych dla wojska i ludności cywilnej”[5].

Za niestosowanie się do rozporządzeń gubernatora przewidziane były kary: grzywny, więzienia lub kary śmierci.
Uprawnienia zawarte w rozporządzeniu gubernator wojskowy wykonywał za pośrednictwem władz cywilnych, w szczególności komisarza cywilnego i jego pomocników usytuowanych przy gubernatorze. W sytuacjach gdy z obszaru zagrożonego działaniami wojennymi ewakuowano władze cywilne, uprawnienia tych władz przechodziły na gubernatora. Zarządzenia wydane przez gubernatora podlegały zaskarżeniu do Rady Ministrów, jednakże zaskarżenie nie wstrzymywało ich wykonania. Na gubernatorze spoczywał obowiązek raportowania swej działalności Naczelnemu Dowództwu i ministrowi spraw wojskowych.
Instytucja gubernatora wojskowego mającego równocześnie kompetencje wojskowe i cywilne była polskiej ludności dobrze znana, ponieważ na obszarze Królestwa Polskiego do listopada 1918 roku przez trzy lata funkcjonowały wojskowe gubernatorstwa niemieckie i austro-węgierskie.
Szczegółowy zakres zadań Wojskowego Gubernatora Warszawy określony został w rozkazie Ministerstwa Spraw Wojskowych z 29 lipca 1920 roku. Gubernator mógł m.in. powoływać ludność do osobistych świadczeń wojennych, a adiutanci Gubernatora mogli aresztować wszystkie podejrzane osoby, niezależnie od ich stopnia wojskowego i zajmowanego stanowiska. W rozkazie zawarto wytyczne dotyczące obsady i obrony obszaru wraz z nominacją na Wojskowego Gubernatora Warszawy i powiatów przyległych. Rozkazem Naczelnego Dowództwa z 6 sierpnia 1920 roku generał Latinik objął również dowództwo 1 Armii. Operacyjnie cała obrona Warszawy, w tym i Gubernatorstwo Wojskowe, podlegały dowództwu Frontu Północnego.
Na posiedzeniu rządu 2 sierpnia 1920 roku minister spraw wojskowych generał Józef Leśniewski poinformował o mianowaniu generała Franciszka Latinika Gubernatorem Wojskowym Warszawy.
Mianowanie Gubernatora Wojskowego zostało ogłoszone na obszarze obejmującym miasto stołeczne Warszawa oraz powiaty ościenne obwieszczeniem, którego tekst został opublikowany w prasie, m.in. w Kurierze Warszawskim, 6 sierpnia 1920 roku. Do podwarszawskich powiatów obwieszczenie dotarło z kilkudniowym opóźnieniem. Podpisał je generał Latinik, wzywając ludność podległego mu obszaru do bezwzględnego posłuszeństwa.
Z kolei w środę 11 sierpnia gazety wydrukowały obwieszczenie gen. Franciszka Latinika o stanie oblężenia, w którym gubernator pisał: „1. Na mocy decyzji Rady Obrony Państwa (...) ustanowiony został w mieście stołecznym i w powiatach stan oblężenia, 2. Władza wykonawcza została przekazana mnie, 3. Wszystkie władze miejscowe zostają podporządkowane mnie, 4. Wzywam ludność podległego mi terytorium do bezwzględnego posłuszeństwa rozkazom moim, uprzedzając, że osoby uchylające się od ścisłego przestrzegania rozporządzeń moich, będą karane z całą surowością prawa, aż do kary śmierci włącznie, przez sądy doraźne”.

### Struktura
Powołując Wojskowe Gubernatorstwo Warszawy władze nie określiły wewnętrznej organizacji tej jednostki. Jak wspominał Latinik: „Nie przydzielono ani szefa sztabu, ani adjutantów, w ogóle żadnego personelu i lokalu, wskazując na możność posługiwania się personelem D.O.G. i urządzenia tam [w D.O.G.] moich biur”. Latinik „z konieczności musiał rozwiązywać problemy organizacyjne mimo nieznajomości stosunków warszawskich”.
Jak wskazywał Piotr Krzysztof Marszałek, „wydaje się, że początkowo organizacja Gubernatorstwa, także personalna, oparta była na organizacji sztabu Dowództwa Okręgu Generalnego Warszawa”. Miałby wskazywać na to fakt powołania pułkownika Leona Bobickiego równocześnie na stanowisko szefa Sztabu Wojskowego Gubernatorstwa oraz szefa Sztabu Dowództwa Okręgu Generalnego. Latinik polecił organizację Sztabu Wojskowego Gubernatorstwa właśnie Bobickiemu, którego poznał „szczęśliwym przypadkiem”, a po krótkiej rozmowie z nim miał odnieść wrażenie, iż Bobicki „posiada szybką orientację, bystrość, pogodę ducha i technikę w rozkazodawstwie”, a także „znajomość stosunków warszawskich” .
Sztab Gubernatorstwa odpowiadał za „opracowanie planu obrony i mobilizacji oraz organizację robót fortyfikacyjnych i utrzymywanie kontaktów z władzami cywilnymi”. Szef Sztabu był zastępcą gubernatora i odpowiadał przed nim za „wszystkie działania związane z obroną stolicy oraz utrzymaniem porządku i bezpieczeństwa publicznego”. Sztabowi podlegały Oddział Wojskowy oraz Oddział Bezpieczeństwa Publicznego. Organem pomocniczym szefa Sztabu była Kancelaria Ogólna odpowiedzialna za sprawy biurowe i personalne.
Poza tą strukturą znajdowali się dowódcy artylerii i inżynierii podlegli w zakresie swoich zadań bezpośrednio Gubernatorowi. W dyspozycji Gubernatora znalazł się generał Jan Wroczyński, specjalista robót inżynieryjnych.
Zastępcą Gubernatora Wojskowego początkowo był generał Aleksander Żabczyński, jednak po niedługim czasie zastąpił go generał Henryk Minkiewicz-Odrowąż. Działem Wojskowym Gubernatorstwa kierował podpułkownik Radosław Dzierżykraj-Stokalski, Oddziałem Organizacyjnym – major Eugeniusz Wołoszynowski, Oddziałem Bezpieczeństwa – porucznik Tadeusz Sokała-Gałczyński, Oddziałem Operacyjnym – major Mieczysław Rawicz-Mysłowski. Na czele referatów stali: Łączności – porucznik Iwaszkiewicz, Kolejnictwa – inż. Wojciech Wrzosek, urzędnik VIII rangi, Sanitarnego – podpułkownik lekarz Kobus. Kancelarią Gubernatorstwa kierował porucznik Stanisław Mancewicz.
Przy Gubernatorze utworzono także Komisariat Cywilny, z podprokuratorem Sądu Najwyższego Antonim Żychlińskim na czele. Funkcja ta była istotna ze względu na konieczność współpracy Gubernatora Wojskowego z władzami cywilnymi. Zastępcami Komisarza Cywilnego zostali Jan Walewski oraz Bolesław Urbanowicz.
Oficerem łącznikowym Francuskiej Misji Wojskowej przy Gubernatorze odpowiedzialnym za kontakty Latinika z generałem Weygandem był podpułkownik E. Renoux.
Od 29 lipca siedziba Gubernatorstwa mieściła się przy placu Saskim 7, w Dowództwie Okręgu Generalnego Warszawa. Od 22 sierpnia przeniesiono siedzibę do Resursy Obywatelskiej przy Krakowskim Przedmieściu 64.
Latinik mógł spędzać na pracy w siedzibie Gubernatorstwa tylko kilka godzin dziennie, ponieważ musiał równocześnie nadzorować prace nad budową fortyfikacji w terenie .
Wojskowemu Gubernatorstwu Warszawy bezpośrednio podlegał pluton łącznikowy liczący około sześćdziesięciu kolarzy, zorganizowany przez Warszawskie Towarzystwo Cyklistów. Pluton ów miał zapewnić łączność Wojskowego Gubernatora Stolicy z oddziałami walczącymi na przedpolach miasta. Wchodzący w skład plutonu kolarze dostarczyli na front łącznie około czterystu rozkazów, niekiedy do oddziałów oddalonych od stolicy o około czterdzieści-pięćdziesiąt kilometrów. Przy ograniczonych możliwościach łączności, członkowie Warszawskiego Towarzystwa Cyklistów mieli odegrać „ważną rolę w sprawnej komunikacji” między dowództwem artylerii Wojskowego Gubernatorstwa Warszawy a oddziałami na froncie, „działając bezpośrednio w trudnych warunkach dynamicznie zmieniającego się frontu”.
Gubernator miał do swojej dyspozycji samochód, co stało się przedmiotem wewnętrznego sporu. 17 sierpnia 1920 w liście do Sztabu Generalnego Naczelnego Dowództwa Latinik pisał: „D-two I Armji zarekwirowało dla Nacz.Dow.W.P. 6. bardzo dobrych samochodów osobowych, a ponieważ w D-twie I Armji nie było odpowiedniego samochodu, dlatego wyraziłem życzenie zatrzymania „Cadillaca”, względnie jego wymianę. Na to kazał mi Gen. Norwid-Neugebauer powiedzieć, że jeśli natychmiast auta systemu „Cadillaca” nie oddam, to składa na mnie odpowiedzialność za ewentualnie niepowodzenie operacji Armji Gen. Sikorskiego, a mego Kwatermistrza ppłk. Młodzianowskiego poda pod sąd za niewypełnienie rozkazu. Do takiego tonu, który mnie osobiście uraża, ani nie jestem przyzwyczajony, ani go nigdy nie zniosę i dlatego upraszam o danie mi odpowiedniej satysfakcji”.

### Zadania
Gubernator miał ufortyfikować trójkąt Modlin – Zegrze – Warszawa przed nadejściem Armii Czerwonej, a także sprawować nadzór nad miejscowymi władzami cywilnymi i wojskowymi. Musiał współdziałać z władzami cywilnymi w zakresie utrzymania porządku i bezpieczeństwa publicznego, miał prawo wydawania miejscowym władzom poleceń w tych sprawach. Miał też prawo powoływania ludności do świadczeń wojennych.
Wśród głównych zadań Wojskowego Gubernatorstwa Warszawy były:
- Utrzymanie bezpieczeństwa i porządku w mieście.

Dla zasilenia stanu bojowego na froncie Gubernator nakazał likwidację w Warszawie wszystkich straży i posterunków policyjnych i wojskowych . Utrzymaniem bezpieczeństwa miała zająć się Straż Obywatelska, paramilitarna formacja współorganizowana przez Gubernatora, której liczebność w krótkim czasie sięgnęła kilkunastu tysięcy osób. Po odpowiednim przeszkoleniu, 9 sierpnia 1920 Gubernator powołał Straż Obywatelską do świadczeń wojennych na równi z wojskiem i oddał ją do dyspozycji dowódcy miasta, generała Antoniego Zawadzkiego. Oprócz służby wartowniczej członkowie Straży uczestniczyli w konwojowaniu jeńców i patrolowaniu miasta. Na czele organizacji stanął jako główny komendant Stanisław Popowski, a komendantem na Warszawę został Józef Szwejcer. Do Straży Obywatelskiej należało Warszawskie Towarzystwo Wioślarskie wraz ze swym prezesem Adamem hr. Zamoyskim . Choć Straż tworzona była jako instytucja apolityczna, silne wpływy w niej miała endecja, co budziło podejrzliwość wobec niej ze strony kół lewicowych.
- Przegląd fortyfikacji na przedmieściach oraz zaplanowanie i organizacja robót służących wzmocnieniu fortyfikacji[22].

Jeszcze przed rozpoczęciem bitwy część posłów oraz dowódców wojskowych, m.in. Józef Haller, wskazywała na potrzebę wykorzystania ludności miasta do prac fortyfikacyjnych. Z powodu niedostatku materiałów, narzędzi, fachowego personelu oraz zbyt późnego rozpoczęcia prac, nie ukończono budowy umocnień do czasu podejścia Armii Czerwonej na przedpola stolicy .
- Egzekucja nakazów świadczeń wojennych oraz przeprowadzenie rekwizycji od ludności miasta.

Zgodnie z zarządzeniami Gubernatora ludność Warszawy została zobowiązana do świadczeń wojennych. Od 9 do 16 sierpnia przeprowadzono rekwizycje samochodów, motocykli i rowerów na potrzeby działań wojennych. Pojazdy rekwirowano często bez wydawania dowodów pisemnych. W związku z możliwością podjęcia działań wojennych na Wiśle, Gubernator zarządził koncentrację wszystkich prywatnych środków transportu wodnego w miejscowościach: Góra Kalwaria, Świdry Wielkie, Warszawa, Jabłonna, Modlin, Płock i Wyszogród.
- Kontrola ludności cywilnej i żołnierzy przebywających w mieście.

W Warszawie w obliczu napływu uchodźców uciekających przed frontem, a także żołnierzy cofających się ze wschodu, panował chaos pod względem rozlokowania ludności i przydziału jej zadań. Na ulicach pojawiali się też fałszywi oficerowie, poprzebierani w mundury Wojska Polskiego. Gubernator zarządził „przymusowe legitymowanie się” przed żandarmerią na ulicach, w hotelach i lokalach publicznych. Dowództwo miasta zorganizowało patrole, które działając od 7 sierpnia w krótkim czasie miały „przyłapać wielką ilość fałszywych oficerów” . 17 sierpnia 1920 Gubernator wydał rozporządzenie zarządzające w Warszawie rejestrację mężczyzn w wieku od 17 do 50 lat, zaś 18 sierpnia rozporządzenie nakładające obowiązek meldowania się w Komendzie Miasta Warszawy każdego żołnierza przybywającego do stolicy bez polecenia służbowego. Obowiązek zameldowania się dotyczył również tych żołnierzy, którzy przebywali w Warszawie przed wydaniem rozporządzenia. Żołnierze, którzy nie złożyli meldunku, uznawani byli za dezerterów i mieli być poddani pod sąd. Karane miały być również osoby, które udzielały dezerterom schronienia. Zarządcy budynków i dozorcy zobowiązani byli do powiadamiania najbliższego komisariatu policji o każdym wojskowym przebywającym w mieszkaniu dłużej niż dwanaście godzin. Kontroli podlegała również ludność cywilna, w szczególności Żydzi.
- Wysiedlenie ludności z miejscowości zagrożonych nadejściem frontu.

Ewakuacja, przede wszystkim ludności ze wsi na północ od Warszawy, miała trwać nie dłużej niż do 14 sierpnia. Mieszkańcom podwarszawskich miejscowości zabroniono przejazdu przez Warszawę w celu ograniczenia już intensywnego ruchu w mieście. W szczególności przesiedlano Niemców i Żydów z rejonu Modlina i Zegrza, a także więźniów z zakładów karnych znajdujących się na prawym brzegu Wisły oraz z Wojskowego Więzienia Karnego przy ul. Dzikiej.
- Zorganizowanie dostaw żywności dla miasta.

Warszawa znajdowała się w trudnej sytuacji aprowizacyjnej, ponieważ od sierpnia 1915 roku obszar byłego Królestwa Polskiego był zapleczem zaopatrzeniowym wojsk niemieckich walczących na wschodnim froncie I wojny światowej, a później zapleczem zaopatrzeniowym walczących również na wschodzie wojsk polskich. Nie pozwalało to na skuteczne odbudowanie gospodarki rolnej. Gubernator organizował żywność dla miasta, głównie przez rekwizycję zwierząt rzeźnych i płodów rolnych. 12 sierpnia 1920 Gubernator Latinik wydał rozporządzenia nakazujące „starostom powiatów warszawskiego, błońskiego i grójeckiego rekwizycję pastwisk, pól i łąk z przeznaczeniem na wypas bydła rzeźnego dla mieszkańców Warszawy” oraz zarządził przymusową rekwizycję ziemniaków w części powiatów ościennych Warszawy.
- Ustalenie maksymalnej ceny artykułów spożywczych w celu przeciwdziałania spekulacji.

Niedobór artykułów pierwszej potrzeby (chleba, mąki, mięsa, ziemniaków) spowodował wzrost ich cen. W celu przeciwdziałania spekulacji Gubernator Wojskowy wydał 11 sierpnia 1920 rozporządzenie o „oddaniu właściwości sądów doraźnych wszelkich przejawów działań mogących świadomie wpłynąć na wzrost cen towarów powszechnego użytku”. Za takie działania uważano nie tylko żądanie nadmiernych cen lub świadczeń wzajemnych za towary, ale również „psucie żywności w celu podniesienia jej ceny, gromadzenie i ukrywanie zapasów towarów powszechnego użytku oraz niszczenie, uszkadzanie i czynienie ich niezdatnymi do użytku”. Karane było również nakłanianie do tego rodzaju działań, szczególnie jeśli te działania miały mieć charakter zorganizowany. W celu kontroli przestrzegania powyższych dyrektyw 24 sierpnia 1920 roku specjalnym rozporządzeniem Gubernatora Wojskowego został powołany Wydział Doraźnego Zwalczania Lichwy Wojennej. Cenniki informujące o ustalonych stawkach za określone produkty rozplakatowano w sklepach. Zabroniono wyrobu pieczywa luksusowego (ciastka, pierniki) oraz wywozu z Warszawy artykułów pierwszej potrzeby.
- Zapewnienie bezpieczeństwa na obszarach tyłowych frontu i przeciwdziałanie ewentualnej dywersji prosowieckiej.

Gubernator Wojskowy poważnie liczył się z możliwością wystąpienia w mieście rozruchów ulicznych albo zbrojnej akcji o charakterze prosowieckim. W celu zabezpieczenia się przed taką ewentualnością polecił dowództwu miasta przygotowanie w Cytadeli Warszawskiej samochodów pancernych, czołgów i artylerii, które w razie potrzeby stłumiłyby zamieszki. 11 sierpnia Gubernator wydał rozporządzenie dotyczące posiadania broni palnej, nakładające na osoby na obszarze województw warszawskiego i lubelskiego obowiązek złożenia broni palnej oraz amunicji w Komendzie Miasta Warszawy oraz w komisariatach i posterunkach policji w ciągu trzech dni od chwili opublikowania rozporządzenia. Z obowiązku tego zwolnieni zostali właściciele broni myśliwskiej i palnej krótkiej. Nadzór nad wykonaniem rozporządzenia spoczywał na wojewodach oraz komisarzu cywilnym w stolicy.
- Przygotowanie ewakuacji instytucji wojskowych i cywilnych w przypadku załamania się obrony przedmościa warszawskiego.

Po zakończeniu bitwy wśród zadań Gubernatorstwa były:
- Kontrola legalności zarekwirowania w Warszawie w czasie walk prywatnych lokali na potrzeby wojskowe.

3 września 1920 roku rozkazem Gubernatora została powołana Komisja Kontrolująca Mieszkaniowa na czele z pułkownikiem Stanisławem Lisowskim, której zadaniem było „badanie zgodnego z prawem wykorzystywania lokali zarekwirowanych w Warszawie na potrzeby osób i instytucji wojskowych”.
- Nadzór nad pochowaniem poległych oraz usunięciem padliny znajdującej się na pobojowisku.

Kwestia była szczególnie nagląca, gdyż ówczesne lato było upalne, co powodowało zagrożenie sanitarno-epidemiczne dla okolicznej ludności.

### Plany wobec Gubernatorstwa po bitwie
Jeszcze przed zakończeniem bitwy warszawskiej w Gubernatorstwie rozpoczęto prace studialne nad modelowym rozwiązaniem instytucji Gubernatora Wojskowego Warszawy na przyszłość. W pracach tych wykorzystywano wzorce francuskie, przede wszystkim organizację obrony obozów warownych Paryża i Lyonu. Pierwsze efekty studium przygotowanego przez Gubernatorstwo zostały sformułowane w kilkustronicowym dokumencie datowanym na 21 sierpnia 1920 roku. Nie był to projekt organizacji gubernatorstwa, lecz określenie podstawowych kwestii do dyskusji w zakresie kształtowania przyszłej instytucji. Sugerowano, aby instytucja Gubernatora Wojskowego była określona w odrębnym akcie prawnym, regulującym m.in. kwestie dotyczące uprawnień Gubernatora i jego stosunku do władz cywilnych. Postulowano wprowadzenie dodatkowych regulacji dotyczących relacji Gubernatora z rządem znajdującym się w oblężonym mieście. Nie udało się ustalić, czy ów dokument został gdzieś przesłany.
31 sierpnia 1920 generał Latinik przesłał do Ministerstwa Spraw Wojskowych obszerniejszy dokument zawierający Projekt Organizacji Wojskowego Obozu Warownego Warszawy. Propozycje zawierały określenie obszaru terytorialnego działania Gubernatora. Zadaniem Gubernatora miała być obrona stolicy w jednej linii z Modlinem oraz przyczółkami mostowymi w innych miejscowościach. Pracami organizacyjnymi miałby zajmować się sztab Gubernatora, odpowiedzialny za opracowanie planów obrony i mobilizacji, organizowanie prac fortyfikacyjnych i regulowanie stosunków z władzami cywilnymi w zakresie utrzymania porządku i bezpieczeństwa publicznego. Na czele sztabu miał stać jego szef w randze dowódcy brygady. Miały mu podlegać wszystkie osoby wchodzące w skład Gubernatorstwa, bez względu na rangę i starszeństwo. On też miał zastępować Gubernatora w razie jego nieobecności. Gubernatorstwo miało być podzielone na dwa działy: wojskowy i cywilny. Nie jest znana odpowiedź ministra spraw wojskowych na te propozycje. Według Piotra Krzysztofa Marszałka zasadnym byłoby przypuszczenie, że „zapatrywania Ministerstwa szły w innym kierunku i stosowne sugestie przekazano generałowi Latinikowi”.

### Rozwiązanie
28 sierpnia 1920 roku minister spraw wojskowych Kazimierz Sosnkowski wydał rozkaz wskazujący, że generał Latinik po złożeniu dowództwa 1 Armii obejmie dowództwo Okręgu Generalnego Warszawa. Równocześnie Latinik wciąż pełnił obowiązki Wojskowego Gubernatora Warszawy. Dwa dni później Latinik zwrócił się do ministra o wyjaśnienie kwestii nowego przydziału, gdyż w tym samym czasie Naczelny Wódz Józef Piłsudski mianował szefem Dowództwa Okręgu Generalnego Warszawa generała Karola Durskiego-Trzaskę.
Wobec braku odpowiedzi z ministerstwa, 8 września 1920 roku Latinik zwrócił się z prośbą o zwolnienie go z funkcji Gubernatora. W ślad za złożoną dymisją już następnego dnia Piłsudski przedłożył na ręce ministra spraw wojskowych wniosek o likwidację Wojskowego Gubernatorstwa Warszawy wraz z wnioskiem o zniesienie stanu oblężenia z dniem 10 września 1920. 11 września 1920 roku Gubernatorstwo faktycznie przestało funkcjonować. Tego samego dnia Latinik przekazał zwierzchnictwo nad jednostką dotychczasowemu szefowi Sztabu Gubernatorstwa, pułkownikowi Bobickiemu.
Likwidacja Wojskowego Gubernatorstwa Wojskowego miała następować przez włączanie jego struktur do Dowództwa Okręgu Generalnego Warszawa. Powołano Komisję Likwidacyjną, którą kierował szef Kancelarii Gubernatorstwa, porucznik Moncewicz. Działający przy Gubernatorstwie Komisarz Cywilny, Komisja Kontrolująca Mieszkaniowa i Wydział Doraźnego Zwalczania Lichwy Wojennej miały ulec rozwiązaniu, a ich akta miały zostać przekazane do Ministerstwa Spraw Wewnętrznych. Do Autokolumny Belwederu przekazano samochód wykorzystywany przez generała Latinika. Komisja Likwidacyjna została zobowiązana do przekazania garaży Gubernatorstwa, koni wierzchowych, dokumentów, rejestrów, pieczątek i stempli do Wydziału Obrony Warszawy przy Dowództwie Okręgu Generalnego Warszawa.
23 września 1920 roku pułkownik Bobicki, powołując się na wcześniejszy rozkaz ministra spraw wojskowych, rozwiązał Sztab Wojskowego Gubernatorstwa Warszawy. 26 września Bobicki wydał ostatni rozkaz, zawierający dalsze rozporządzenia związane z likwidacją Gubernatorstwa, a 28 września minister spraw wojskowych i minister spraw wewnętrznych wydali rozporządzenie znoszące w Warszawie i powiatach przyległych stan oblężenia oraz stanowisko Gubernatora Wojskowego.
Wojskowe Gubernatorstwo Warszawy było jedynym tego typu organem łączącym kompetencje wojskowe i cywilne ustanowionym w czasie wojny polsko-bolszewickiej.

## Upamiętnienie

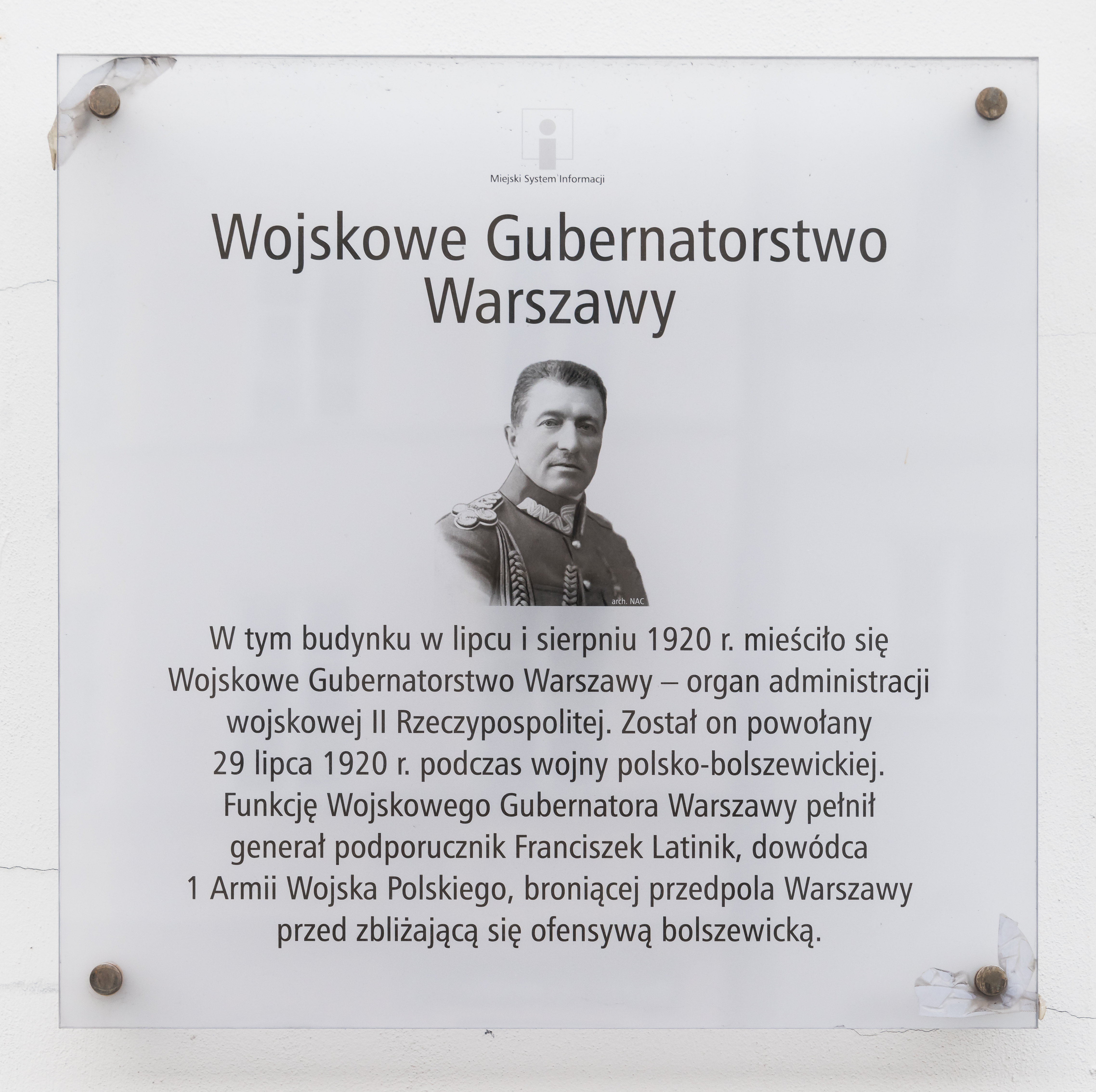
Tablica pamiątkowa na budynku Resursy Obywatelskiej w Warszawie

21 sierpnia 2020, w ramach obchodów setnej rocznicy bitwy warszawskiej, na budynku Resursy Obywatelskiej przy ul. Krakowskie Przedmieście 64 w Warszawie została odsłonięta tablica upamiętniająca działalność Wojskowego Gubernatorstwa Warszawy oraz gubernatora Franciszka Latinika w sierpniu 1920 roku.